# Forkörning

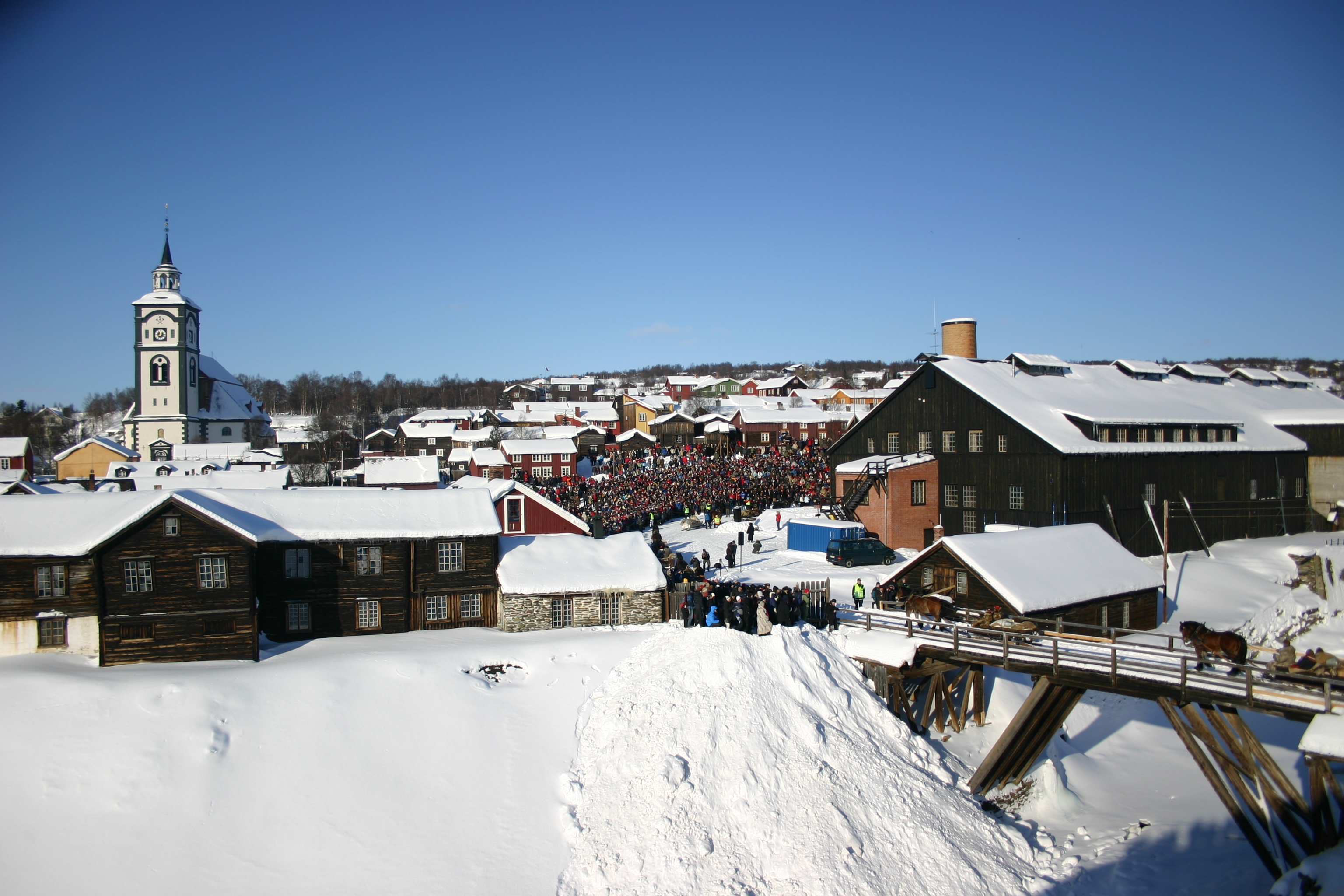
Rørosmarknaden år 2007
Notera forbönderna som färdas med häst och släde på bron. Till marknaden på 1800-talet kom så många som 1 500 foror. 2007 kom 90 hästslädar, och flera hade färdats ända från Falun.

Forkörning är att med användande av dragdjur såsom häst, oxe eller ren utföra transporter, vanligen vintertid. 

## Etymologi
Ordet fora (även fola dialektalt på vissa håll) fanns redan i fornsvenskan med betydelsen färd, medfört gods (jämför med fordon).

## Forbönder

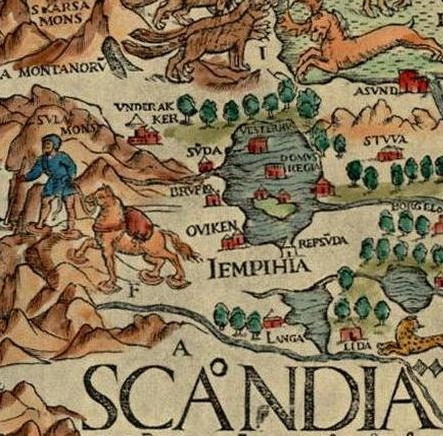
Forbondeleden till Nidaros på Carta Marina (1539) av Olaus Magnus.

Forkörare var oftast bönder som drygade ut sin försörjning med att mot betalning utföra olika körsysslor. Eftersom de körde foror kallades de för forbönder. Forkörning var vanligt förekommande förr i tiden och sprungen ur bondekulturen. Den var särskilt utbredd i Jämtland, Härjedalen, Dalarna, Tröndelag samt Hälsingland. Varje år bedrev många män forkörning mellan de olika större marknaderna, däribland Rørosmartnan i Røros, Marsimartnan i Levanger och Gregoriemarknaden på Frösön (hålls dock numera i Östersund). Marknaderna är anpassade efter varandra, först startar Rørosmartnan i februari, sedan Marsimartnan i slutet av februari - början av mars, och efter flera dagars mellanrum Gregoriemarknaden i mitten av mars för att möjliggöra transporter mellan marknadsplatserna. 
Eftersom det inte fanns något utbrett vägnät i inlandet blev vintern den naturliga frakttiden, då man även var befriad från sommarens alla sysslor som buföring och jordbruk. Sjöar och myrmarker frös också till is vilket underlättade färderna. Det förekom även forkörning på sommaren men i mycket mindre omfattning, och det fanns särskilda färdstugor längs sträckorna. Efter järnvägens ankomst till området försvann det mesta av forbondekulturen. 
Idag hålls denna tradition fortfarande levande genom olika forbondeföreningar som verkar för att bevara forbondekulturen, både på den norska och den svenska sidan om Kölen. 

### Forkörning i Övre Norrland
I Övre Norrland började bönderna bedriva forkörning betydligt senare. Ursprungligen företog bönderna där sina handelsresor främst med båt (bondeseglation), i riktning söderut. I takt med att inlandet koloniserades och befolkningen ökade blev emellertid forkörning till Norge vanlig även här. Det gällde i synnerhet efter nödåret 1867. Minnen från denna tid är exempelvis Norgefarargården i Klimpfjäll, som är klassad som byggnadsminne.

## Renforor
Före kolonisationen av lappmarken skedde transporter inom detta område i huvudsak med hjälp av renforor, då samer vintertid körde med ren och ackja. Som exempel kan nämnas 1600-talets industriprojekt i Nasafjäll och Kedkevare, där alla tunga transporter skedde med renforor.

## Användning i överförd betydelse
I Stockholms spårvägs- och tunnelbanetrafik används begreppet för vagntransporter som inte tar passagerare.

## Bilder

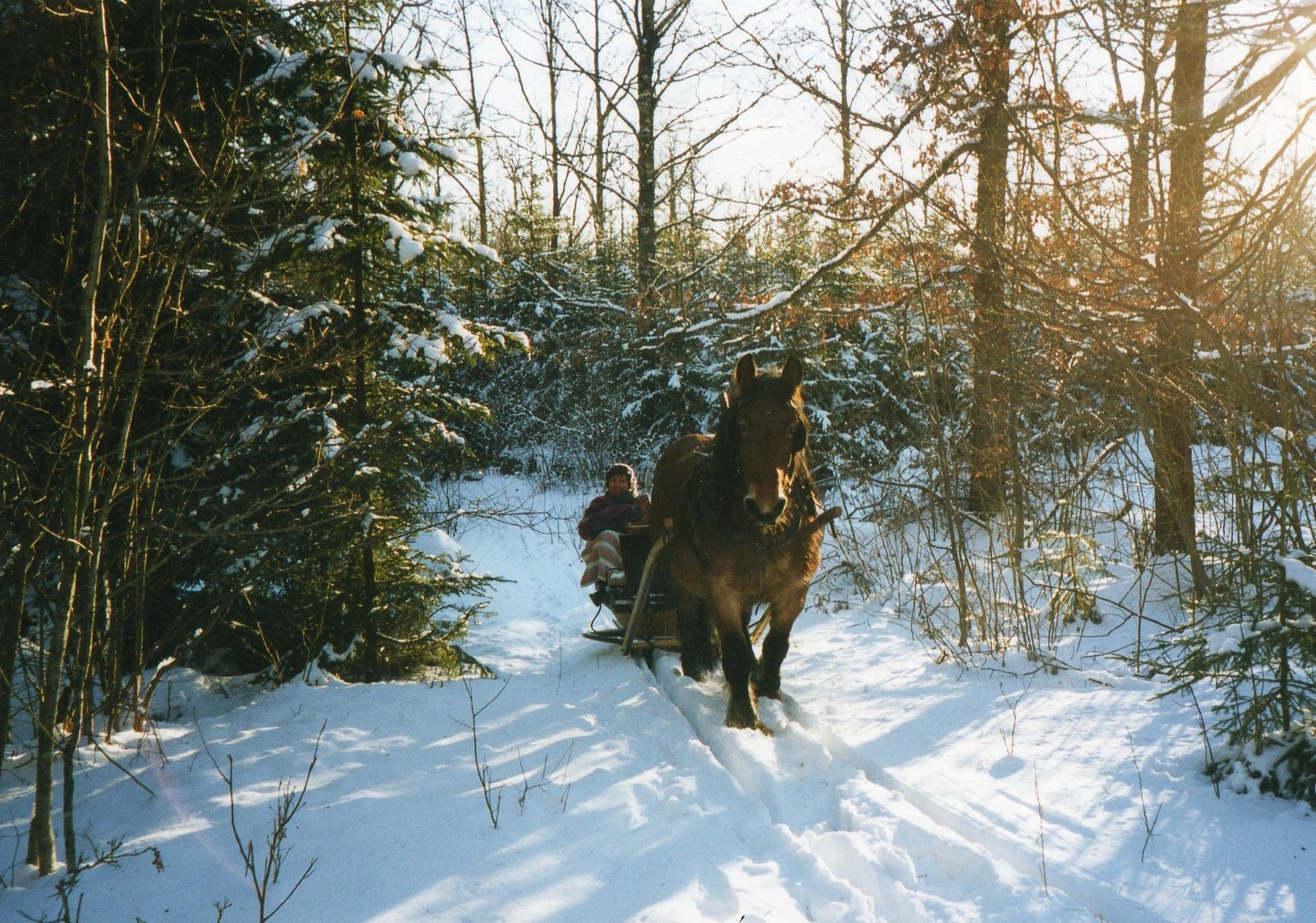
Släpsläde
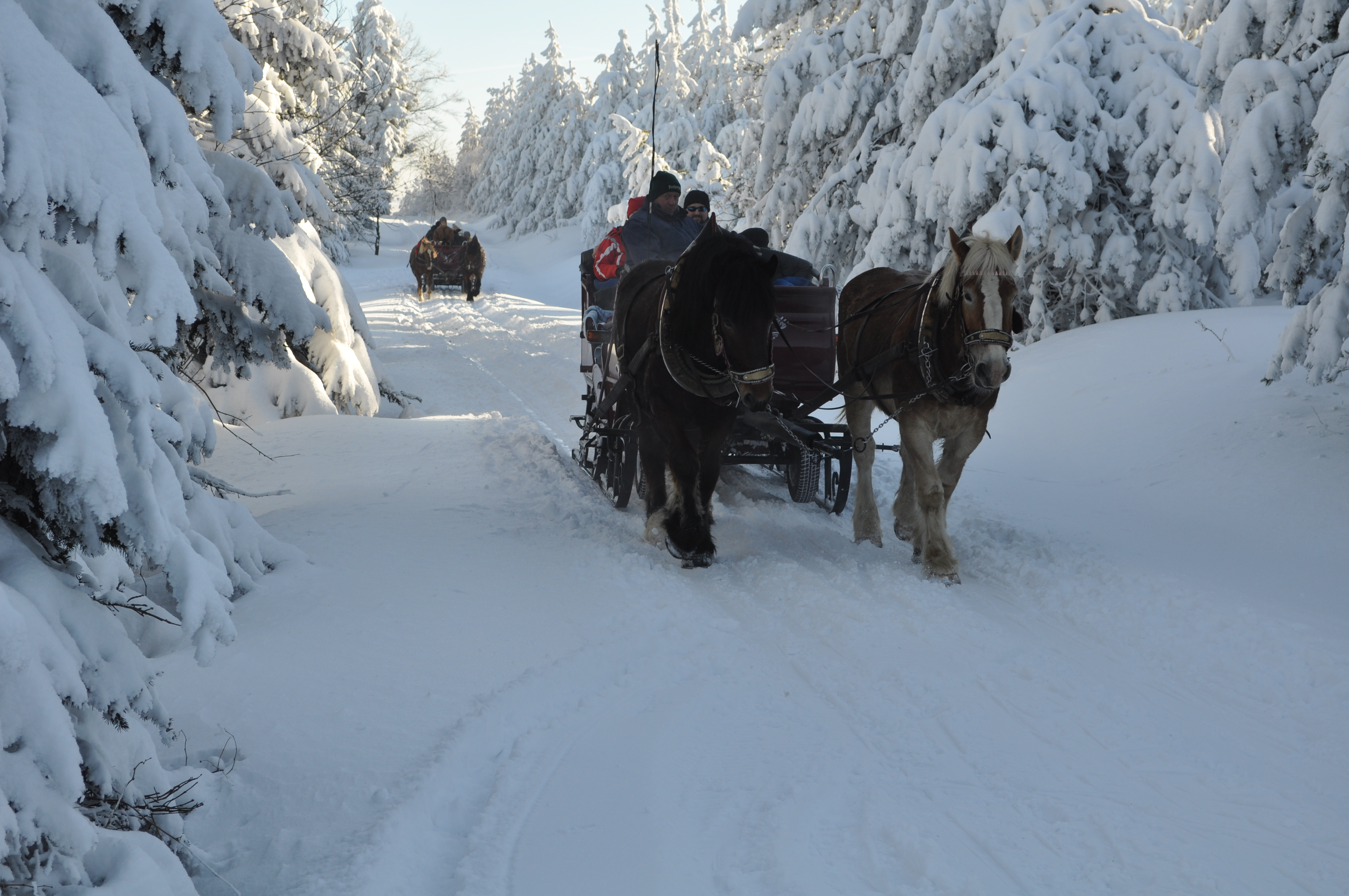
Parsläde
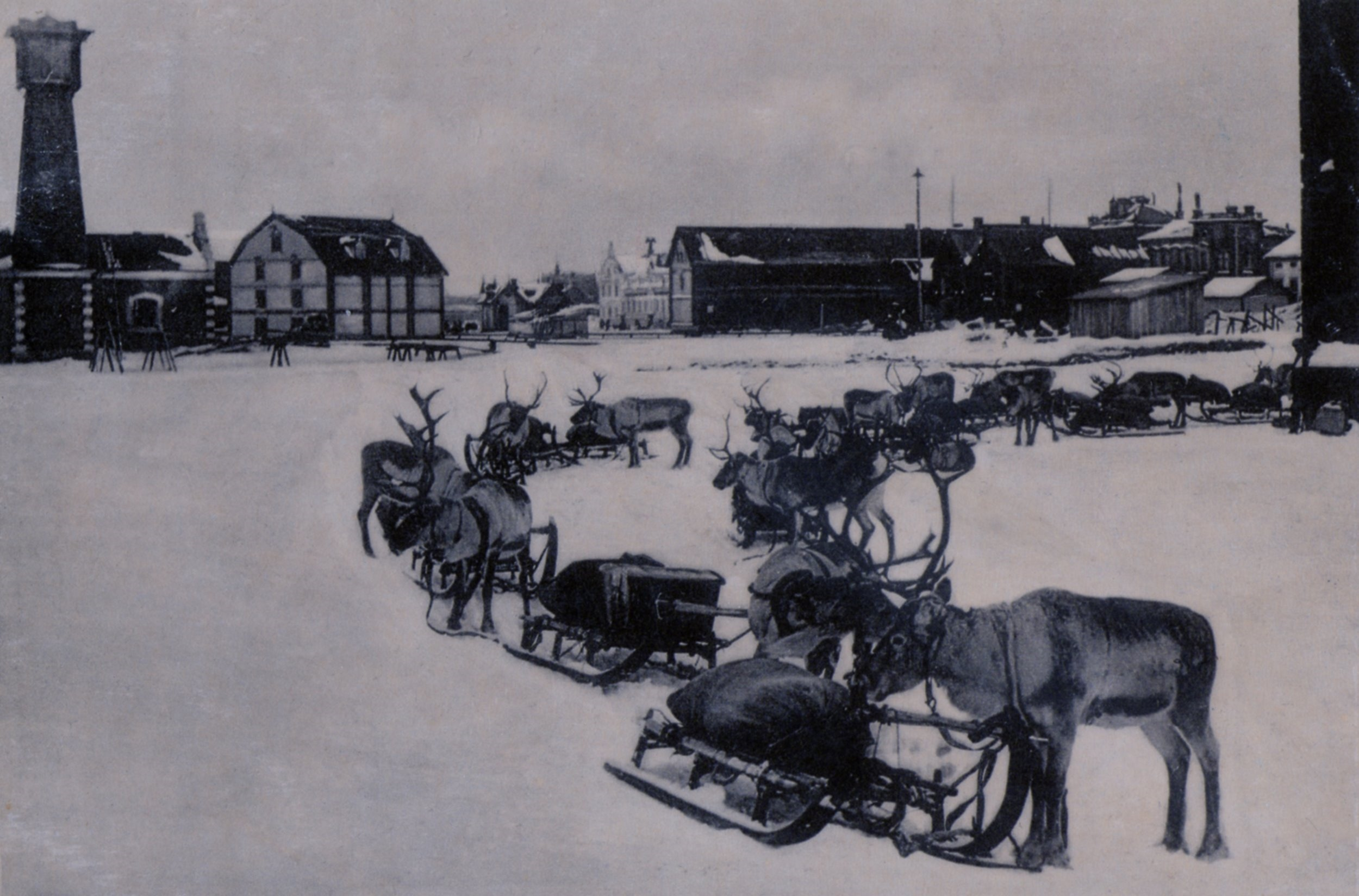
Renslädar
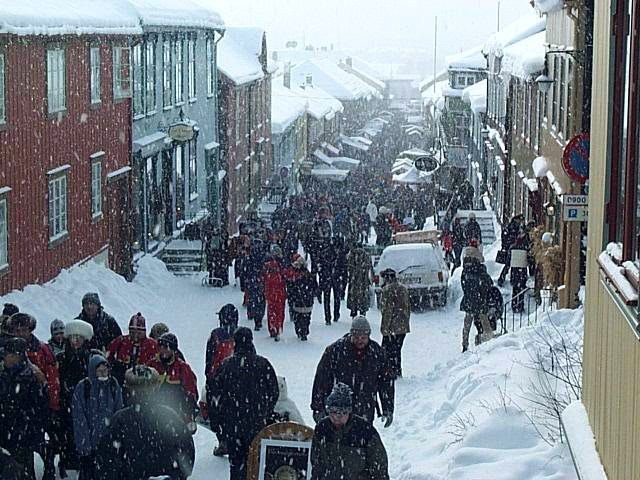
Rørosmarknaden